# Gornje Pokupje
 Gornje Pokupje  falu Horvátországban, a Károlyváros megyében. Közigazgatásilag Ozalyhoz tartozik.

## Fekvése
Károlyvárostól 8 km-re északnyugatra, községközpontjától 7 km-re délkeletre, a Kulpa jobb partján, a Dobra és Kulpa folyók között, a Dobra torkolatától északra fekszik.

## Története
A falunak 1857-ben 80, 1910-ben 103 lakosa volt. A trianoni békeszerződésig Zágráb vármegye Jaskai járásához tartozott. 2011-ben 161 lakosa volt.

## Lakosság
| Lakosság változása | Lakosság változása | Lakosság változása | Lakosság változása | Lakosság változása | Lakosság változása | Lakosság változása | Lakosság változása | Lakosság változása | Lakosság változása | Lakosság változása | Lakosság változása | Lakosság változása | Lakosság változása | Lakosság változása | Lakosság változása |
| ------------------ | ------------------ | ------------------ | ------------------ | ------------------ | ------------------ | ------------------ | ------------------ | ------------------ | ------------------ | ------------------ | ------------------ | ------------------ | ------------------ | ------------------ | ------------------ |
| 1857               | 1869               | 1880               | 1890               | 1900               | 1910               | 1921               | 1931               | 1948               | 1953               | 1961               | 1971               | 1981               | 1991               | 2001               | 2011               |
| 80                 | 76                 | 96                 | 97                 | 94                 | 103                | 105                | 156                | 148                | 149                | 178                | 175                | 187                | 190                | 190                | 161                |

## Nevezetességei
- A Tuerk-Mažuranić-kastély a horvát kulturális örökség része.[4] A kastélyt, mely a 19. század elején nemesi kúriaként épült az 1870-es években vásárolta Franjo Tuerk korábbi tulajdonosától Ivan Kostićtól. 1905 és 1906 között teljesen átépítették és bővítették, ekkor nyerte el mai formáját. Franjo Tuerk halála után 1913-ban lánya Irina örökölte, aki 1914-ben Božidar Mažuranićnak, Ivan Mažuranić horvát bán unokájának adta el. 1930-ban három fia Ivan Vladimir, Josip Franjo és Božidar Vatroslav örökölte, akik a kommunista Jugoszlávia megszületéséig birtokolták. Ma részben múzeum, részben panzió működik itt, illetve lakások találhatók benne.
- A falu délkeleti részén közúti híd vezet át a Kulpán Manićno felé. Tőle délnyugatra a Dobrán is híd ível át.